# C49 (Namibië)
De C49 is een secundaire weg in het zuidoosten van Namibië. De weg loopt van Katima Mulilo naar Lianshulu. In Katima Mulilo sluit de weg aan op de B8 naar Grootfontein en Livingstone.
De C49 is 105 kilometer lang en loopt door de regio Caprivi.